# کرستوود ویلج (نیوجرسی)
کرستوود ویلج (به انگلیسی: Crestwood Village) یک منطقهٔ مسکونی در ایالات متحده آمریکا است که در منچستر، نیوجرسی واقع شده‌است. کرستوود ویلج ۱۱٫۲۸۸ کیلومتر مربع مساحت و ۷٬۹۰۷ نفر جمعیت دارد و ۳۴ متر بالاتر از سطح دریا واقع شده‌است.